# ソユーズMS-09
ソユーズMS-09 (ロシア語: Союз МС-09) は2018年6月6日に打ち上げられたソユーズ宇宙船。3人の第56次/第57次長期滞在の乗組員を国際宇宙ステーション（ISS）まで輸送した。MS-09は138回目のソユーズによる有人宇宙飛行である。 ロシア人のコマンダ－とアメリカ人およびドイツ人のフライトエンジニアが搭乗した。このミッションは2018年12月20日05:02 UTCに完了した。

## 乗組員
| 地位                 | メンバー                                                            | メンバー                                                            |
| -------------------- | ------------------------------------------------------------------- | ------------------------------------------------------------------- |
| コマンダー           | セルゲイ・プロコピエフ, RSA 第56次長期滞在 1回目の宇宙飛行          | セルゲイ・プロコピエフ, RSA 第56次長期滞在 1回目の宇宙飛行          |
| フライトエンジニア 1 | アレクサンダー・ゲルスト, ESA 第56次長期滞在 2回目の宇宙飛行        | アレクサンダー・ゲルスト, ESA 第56次長期滞在 2回目の宇宙飛行        |
| フライトエンジニア 2 | セリーナ・オナン・チャンセラー, NASA 第56次長期滞在 1回目の宇宙飛行 | セリーナ・オナン・チャンセラー, NASA 第56次長期滞在 1回目の宇宙飛行 |

### 予備乗組員
| 地位                 | メンバー                          | メンバー                          |
| -------------------- | --------------------------------- | --------------------------------- |
| コマンダー           | オレグ・コノネンコ, RSA           | オレグ・コノネンコ, RSA           |
| フライトエンジニア 1 | デイヴィッド・サン＝ジャック, CSA | デイヴィッド・サン＝ジャック, CSA |
| フライトエンジニア 2 | アン・C・マクレイン, NASA         | アン・C・マクレイン, NASA         |

## 空気漏れ

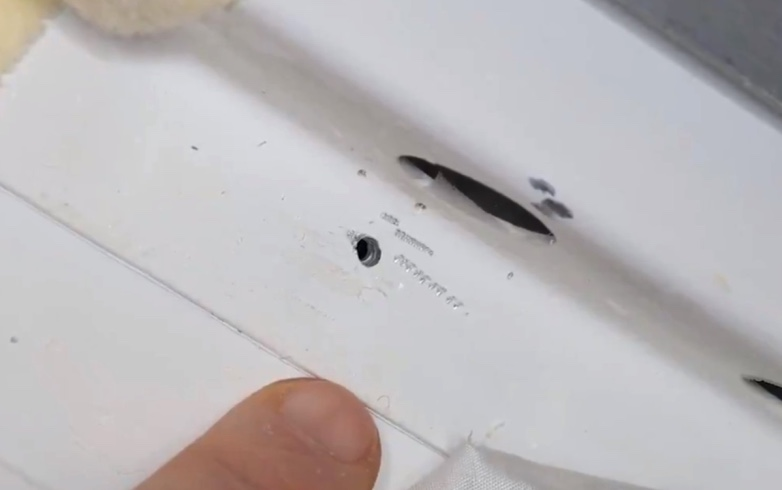
国際宇宙ステーションにドッキングしたソユーズMS-09モジュールの穴

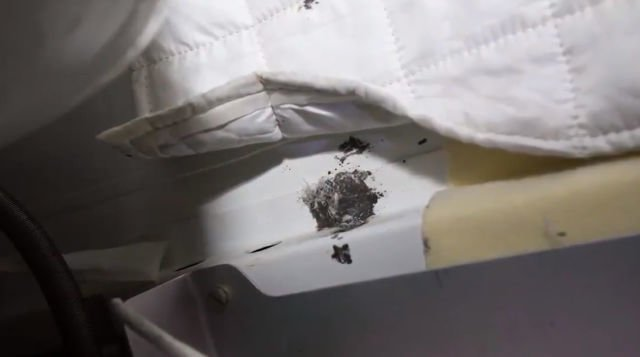
エポキシ樹脂でふさがれた穴

2018年8月29日の夜、地上管制によってISSにわずかな空気漏れが通知された。軌道モジュールに2mmの穴が見つかり、後に「低品質のパッチジョブで隠された」と宣言された。恒久的な補修が考案されるまで、ロシア人クルーは一時的な密閉にカプトンテープを使用した。漏洩はエポキシ樹脂を基本とした修理キットで成功裡に密閉され、8月31日以来、それ以上の圧力の変化は起きていない。2018年9月4日に、この穴はドリルによるものだったと発表されたが、不慮のものなのか、意図的なもの中は明確にされなかった。ロシア当局は、おそらく軌道モジュールの製造プロセスでのある種のサボタージュによるものとの見解を示した。ロシア当局は、NASAの乗組員の一人が穴をあけたとも推測している。
2018年12月11日、コノネンコ（ソユーズMS-11で到着）とプロコピエフが船外活動を行い、外部船殻を調べるためにサーマルブランケットを切って断熱材を引っ張り出し、当該領域を撮影し、調査に使用する残留物のサンプルを取得した。この穴は、再突入前に投棄される軌道モジュールにあるので、帰還飛行が危険に晒されることはなかった。MS-09乗組員の帰還は、ソユーズMS-10の打ち上げ失敗によって、ソユーズMS-11で次のクルーが到着するまで、しばらく延期された。MS-09は12月20日の05:03 UTCに着地した。
その後、追加の報告と調査が実施された。プロコピエフが、ドリル穴は内側から開けられていたと述べたと伝えられたが、それがいつ開いたのかは未だに不明である。2019年9月、ロスコスモス長官のディミトリー・ロゴジンは、ロスコスモスは何が起きたのかを厳密に知っているが、当局はこの情報を秘密にしておくと主張した。2021年4月20日、有名なロシア語タブロイド紙モスコフスキー・コムソモーレツは、ヴァディム・ルカシェヴィッチがフェイスブックに投稿した、この穴はセリーナ・オナン＝チャンセラーが開けたという主張を掲載したが、この主張はNASAによって異議が唱えられ、Ars Technicaによって「ばかげている」とされた。